# キバシガラス
キバシガラス (黄嘴烏、Pyrrhocorax graculus)は、カラス科に分類される鳥類。ベニハシガラスと本種の2種でベニハシガラス属を構成する。2亜種が知られており、スペインから東に南ヨーロッパ、北アフリカ、中央アジア、ネパールまでの高山に生息し、他のどの鳥よりも高い土地で営巣することがある。卵は薄い大気に適応しており、酸素吸収能力が高く、水分の損失が少ない。
光沢のある黒い羽毛、黄色い嘴、赤い脚を持ち、鳴き声は特徴的である。風切羽を広げ、浮くようにアクロバティックに飛行する。つがいは生涯を共にし、通常は崖の洞窟や割れ目にある特定の繁殖地を使用し続ける。木の棒で巣を作り、茶色の斑点のある白っぽい卵を3-5個産む。通常は群れを作って短い草地で摂餌を行い、夏は主に無脊椎動物、冬は果実を食べる。食べ物を得るために観光地に近づくことが知られている。
捕食や寄生を受けやすく、農業の変化により地域的な個体数が減少しているものの、分布域も広く個体数は豊富であり、世界的には脅威に晒されているとは言えない。気候変動によりアルプス山脈の適切な生息地が高地に移動するため、長期的には脅威となる可能性がある。

## 分類

ベニハシガラス(左)はキバシガラス(右)と比べて飛行中は翼の先端の初列風切がより深く分かれ、尾は楔型である。また止まっている際は翼の先端が尾の先端と同じ位置か、その先にある

1766年にカール・フォン・リンネによって『自然の体系』の中で Corvus graculus として初めて記載された。イギリスの鳥類学者であるマーマデューク・タンストールが1771年に著した「Ornithologia Britannica (イギリスの鳥類学)」の中で、現在のベニハシガラス属 Pyrrhocorax に分類され、同時にベニハシガラスも移動された。ベニハシガラス属に最も近い分類群は、以前はコクマルガラス属と考えられていたが、DNAおよびシトクロムbの分析により、キリオオナガとともに、カラス科の他の鳥類から早い時期に分岐したことが判明した。
属名はギリシア語の「πύρρος (purrhos、炎色の)」と「κόραξ (korax、ワタリガラス)」に由来する。種小名「graculus」はラテン語でコクマルガラス属を意味する。現在のキバシガラスの学名は、かつてはベニハシガラスにも時々使われていた。英名の「chough」は、ニシコクマルガラスの鳴き声に基づく擬音語であった。かつてはコーンウォールで特に一般的であり、「Cornish chough」として知られていたが、単に「chough」と呼ばれるようになった。
現在は2亜種が知られている。
- 基亜種 P. g. graculus はヨーロッパ、北アフリカ、トルコ、コーカサス、イラン北部に分布する[4]。
- P. g. digitatus は1833年にドイツの博物学者であるヴィルヘルム・ヘンプリヒ（英語版）とクリスチャン・ゴットフリート・エーレンベルクによって P. alpinus var. digitatus として記載された[12]。基亜種よりも大型で、足も強靭である[4]。この亜種はアジアの中で基亜種の分布しない地域、主にヒマラヤで繁殖する[13]。

モラヴィアの古生物学者であるフェルディナンド・ストリチカは、ヒマラヤの個体群を第3の亜種 P. g. forsythi としたが、これは広く受け入れられておらず、通常は亜種 digitatus のシノニムとして扱われている。ヨーロッパの更新世から得られた化石は現存する亜種に似ており、P. g. vetus として分類されることもある。
オオツチスドリとは嘴の形や羽色が似ているが、分類学的には遠縁である。

## 形態

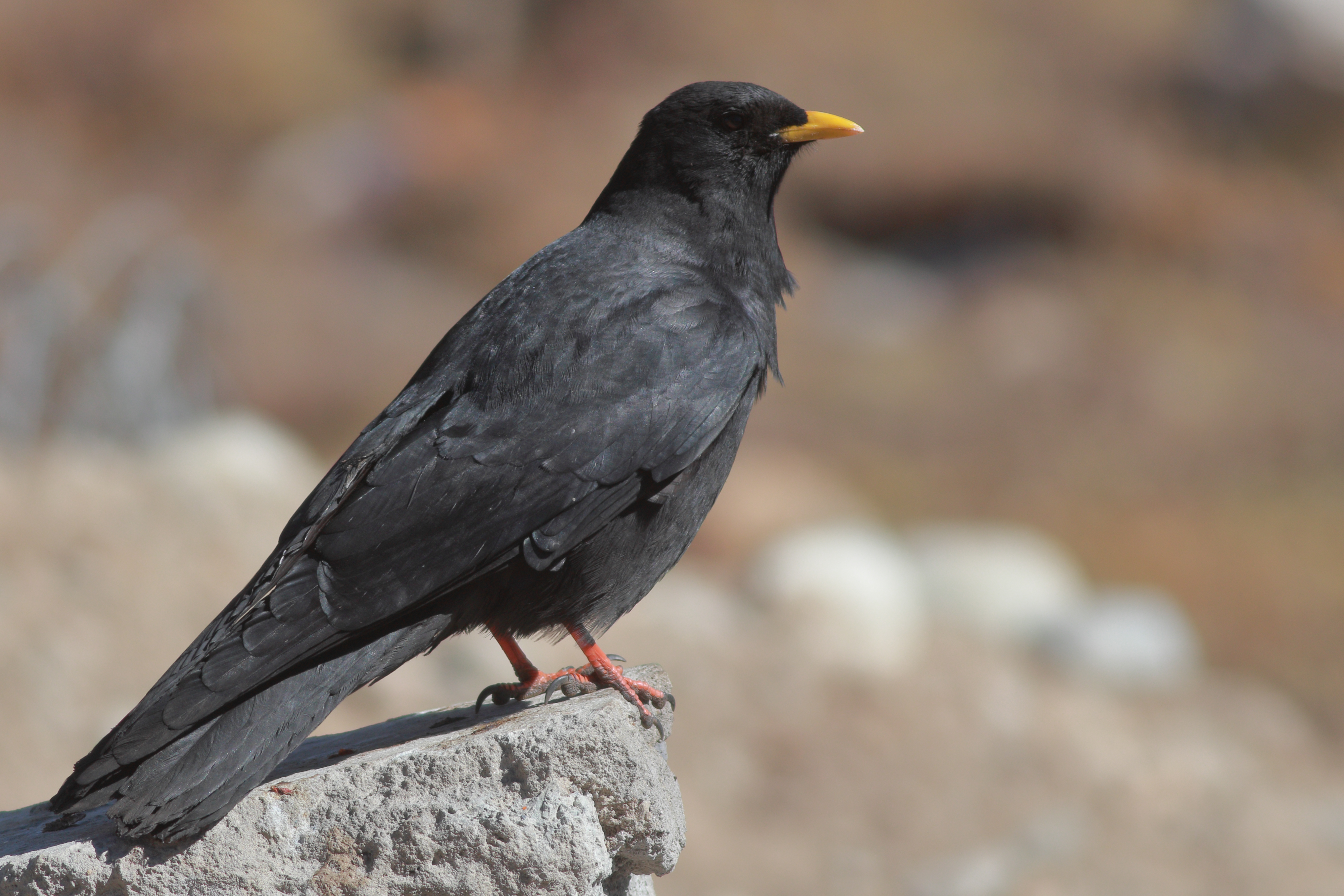
インドの個体

基亜種の成鳥は光沢のある黒い羽毛、嘴峰長3.1-3.7cmと短い黄色の嘴、暗褐色の虹彩、橙色の脚を持つ。ベニハシガラスよりわずかに小さく、全長37-39cm、尾長12-14cm、翼開長75-85cmであり、尾長と翼開長は比例して短い。揚力が高く、飛翔しやすい。雌雄の外見は同じだが、平均して雄の方が雌よりわずかに大きい。幼鳥は成鳥よりも地味であり、嘴の黄色は地味で、脚は茶色がかる。他の種と混同されることはほとんど無く、ニシコクマルガラスとベニハシガラスとは分布域が重なるが、ニシコクマルガラスはより小型で、光沢のない灰色の羽毛を持ち、ベニハシガラスは長く赤い嘴を持つ。
P. g. digitatus の平均体重は191-244gで、基亜種 P. g. graculus の188-252gよりもわずかに大きく、足はより強靭である。これは標高の高い場所や寒く乾燥した地域の種は大型化するというベルクマンの法則と一致している。体の末端である嘴と跗蹠はアレンの法則と一致して、暖かい地域では長くなる。すなわち亜種の体型変異は気温が最も大きな要因であると考えられる。
緩やかで深い羽ばたきを伴う、素早くアクロバティックな飛行をする。尾を扇状に広げ、翼をたたみ、崖の上昇気流に乗って舞い上がることで高い機動力を得ている。飛行中は翼が長方形でなく、尾が長く、先端が角張っていないことでベニハシガラスと区別できる。

## 分布と生息地

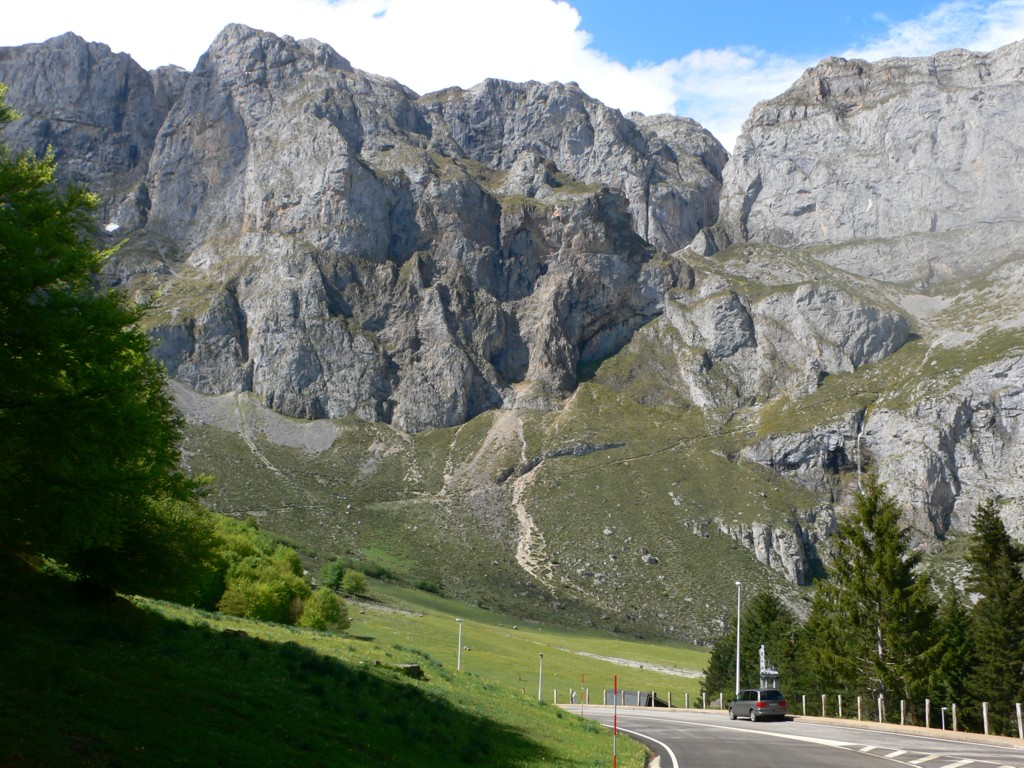
草の生えた崖が営巣地となる。

スペインから南ヨーロッパ、アルプス山脈を抜けて中央アジア、ヒマラヤ山脈から中国西部にかけての山岳地帯で繁殖する。モロッコ、コルシカ島、クレタ島にも分布する。分布域全体で渡りをしない留鳥であるが、モロッコの個体群はスペイン南部のマラガ近くに小さなコロニーを形成しており、チェコスロバキア、ジブラルタル、ハンガリー、キプロスで漂鳥として発見されている。
高地に生息し、通常ヨーロッパでは1,260-2,880m、モロッコでは2,880-3,900m、ヒマラヤでは3,500-5,000mの高度で繁殖する。他のどの鳥類よりも高い高度6,500mで営巣し、高地にあまり適応していない食性を持つベニハシガラスを上回る。エベレストの標高8,200m地点で登山家を追いかける様子が観察されている。通常は人の手の届かない岩壁の空洞や割れ目に巣を作るが、野原の岩の間の穴を利用することもある。高山の草原や森林限界以下のガラ場斜面などの開けた生息地で餌を探し、冬には人間の居住地、スキー場、ホテル、その他の観光施設の周りに集まることがよくある。ホテルの窓際で餌を待つ習性は観光客に人気があるが、ホテルのオーナーにはあまり人気がない。

## 生態と行動

### 発声
トリルのような 「プリッ」という音と口笛のような「スウィーーー」という鳴き声は、コクマルガラスやベニハシガラスのような典型的なカラスの鳴き声に近い「チーーォ」という鳴き声とは全く異なる。また「チュルッ」という警戒音や、休息中や摂餌中に発せられる様々なさえずりやキーキーという鳴き声もある。旧北区全域でのベニハシガラス属の鳴き声の研究では、本種の鳴き声の周波数は体の大きさとの間に反比例の関係があり、体の小さい個体群ではより鳴き声が高いことが分かった。

### 繁殖

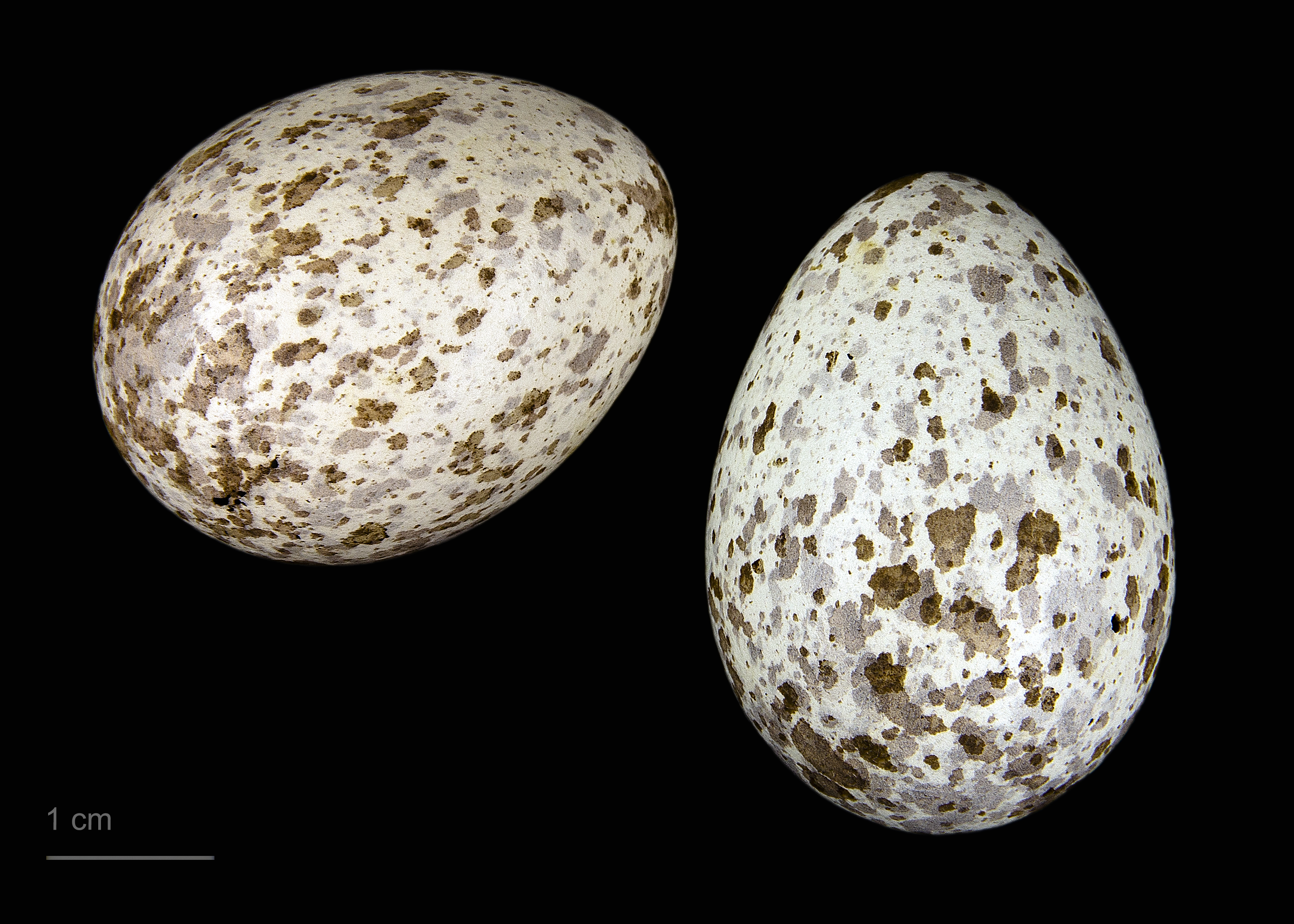
卵の色はクリーム色から黄褐色、薄緑色と様々で、茶色の斑点がある。

一夫一婦制で、つがいの絆は複数年にわたって一年中強い。営巣は通常5月上旬に始まり、コロニーは作らないが、適切な生息地では数組が近い距離で営巣することがある。巣は植物の根、枝、茎を基礎とし、草、細い小枝、毛を敷き詰めて作られ、岩棚の上、洞窟、崖の割れ目、廃墟となった建物に作られる。3-5個の光沢のある白っぽい卵を産み、平均的な大きさは33.9×24.9mmで、黄褐色、クリーム色、または薄緑色を帯び、小さな茶色の斑点がある。雌が抱卵し、14-21日後に孵化する。雛は綿羽で覆われた状態で孵化し、ほぼ裸で孵化するベニハシガラスとは対照的である。孵化後29-31日で巣立つ。幼鳥は両親から餌を与えられるが、巣立ちして群れに加わった際は他の成鳥からも餌を与えられることがある。卵は低地の種と比べて気孔が少なく、低気圧による水分の蒸発が少ないため、高山でも繁殖が可能である。高地で繁殖する鳥類の胚は、遺伝的に酸素に対する親和性が高いヘモグロビンを持つ。
イタリアのアルプス山脈西部では多様な場所に巣を作り、自然の崖、穴、廃墟などを利用するのに対し、ベニハシガラスは自然の崖のみを利用する。ただし、ベニハシガラスは他の場所では古い建物に巣を作ることもある。本種は近縁種よりも約1ヶ月遅く卵を産むが、繁殖の成功率や生殖行動は似ている。この2種の類似性は、繁殖行動に対する強い環境的制約のために生じたものと考えられる。
ヨーロッパの3つの異なる個体群を調査したところ、平均産卵数は3.6個で、2.6羽の雛が生まれ、そのうち1.9羽が巣立った。成鳥の生存率は83-92％で、雄と雌の間に大きな差は見られなかった。1年目の生存率は77％で、成鳥よりも低かった。観光活動により供給される人間の食料の有無は繁殖の成功には影響しなかった。

### 摂餌

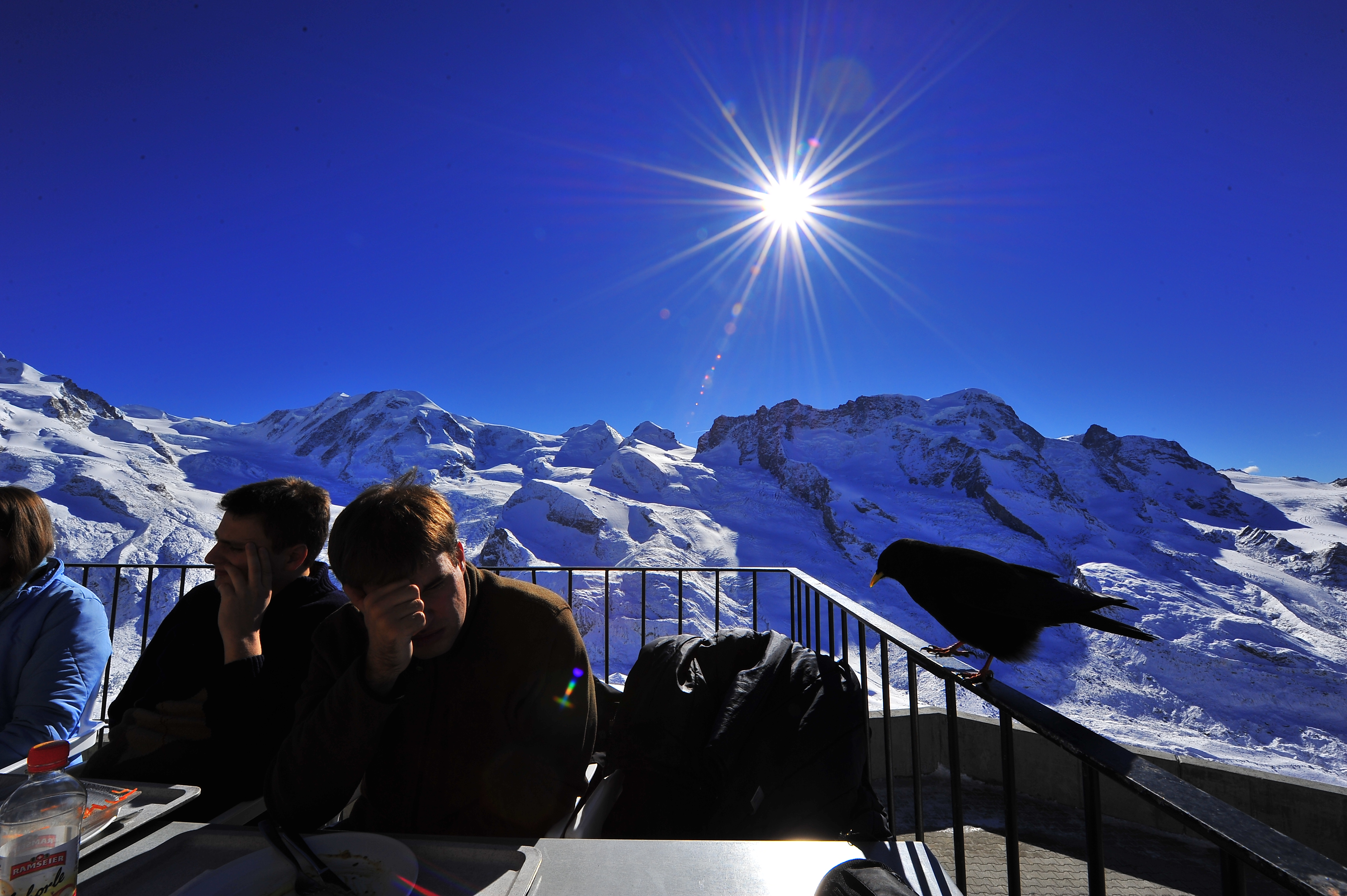
スイスのゴルナーグラートを訪れる観光客におそらく餌をもらうために近づいた個体。

夏の間は主に牧草地の無脊椎動物を食べ、ペリットから得られたSelatosomus aeneus、Otiorhynchus morioなどの甲虫、カタツムリ、バッタ、ケムシ、ハエの幼虫などが含まれる。秋、冬、早春は主にケルティス・アウストラリスやサジーなどのベリーを含む果実を食べ、ローズヒップ、リンゴ、ブドウ、ナシなどの栽培作物も食べることがある。カロテノイド源としてクロッカス・ヴェルヌスの雌しべを含む花を食べることが観察されている。スキー場、ゴミの処分場、ピクニックの場など、山岳地帯の観光地で提供される食べ物により冬の食事を補う。そのような冬に人の食べ物が利用できる場所では群れはより大きくなり、若鳥の割合が高くなる。若鳥は主にゴミの処分場など、食べ物が豊富にある場所によく現れる。食べ物を割れ目や裂け目に隠し、いくつかの小石で蓋をする。
常に群れで餌を探すが、群れの規模は夏よりも冬の方が大きく、季節ごとに構成は一定である。食料が限られている場所では、成鳥が若鳥に対して支配的で、雄が雌を上回る。気候、食料の入手可能性、食料の質に応じて、年間を通じて餌場の高度が変化する。繁殖期には森林限界線より上に留まるが、山小屋やピクニックの場所で観光客が提供する食料を利用することもある。
低地への移動は初雪の後に始まり、積雪が深くなると日中の採餌は主に谷底またはその近くで行われるが、夜には山に戻る。3月と4月には谷の頂上にある村に頻繁に現れたり、高地の草地に戻る前に雪の無い場所で採餌したりする。採餌の為に20kmの距離と1,600mの高度を移動することがある。アルプスでは3,000mを超える高度でのスキーにより、より多くの個体が冬でも高地に留まることができるようになった。
生息域が重なる場所では夏にベニハシガラスと一緒に餌を食べることがあるが、餌を巡った競争は限られる。イタリアでの研究によると、冬の食料はベニハシガラスではほとんどが地面から掘り出したキバナノアマナ属の球根であるのに対し、本種はベリー類や果実を食べていた。6月にはベニハシガラスは主にケムシを食べ、本種はガガンボの蛹を食べていた。夏の終わりには本種は大量のバッタを食べ、ベニハシガラスはガガンボ の蛹、ハエの幼虫、甲虫も食べるようになった。11月のヒマラヤ東部では、主にビャクシン属の森に生息し、杜松果を食べるが、同じ時期に同じ地域に生息するベニハシガラスは村の段々畑の土を掘って餌を探す。

### 天敵と寄生虫
ハヤブサ、イヌワシ、ワシミミズクなどが天敵であり、ワタリガラスは雛を捕食する。アカギツネを攻撃する様子が観察されており、これは卵や幼鳥を守るために本格的な防御が必要になる場合に備えるための練習である可能性が高い。
多くの鳥に寄生するノミの Ceratophyllus vagabundus、ベニハシガラス属に専門的なノミの Frontopsylla frontalis と F. laetus、条虫の Choanotaenia pirinica、ハジラミの Brueelia 属、Menacanthus 属、Philopterus 属に寄生される。

## 個体数と脅威

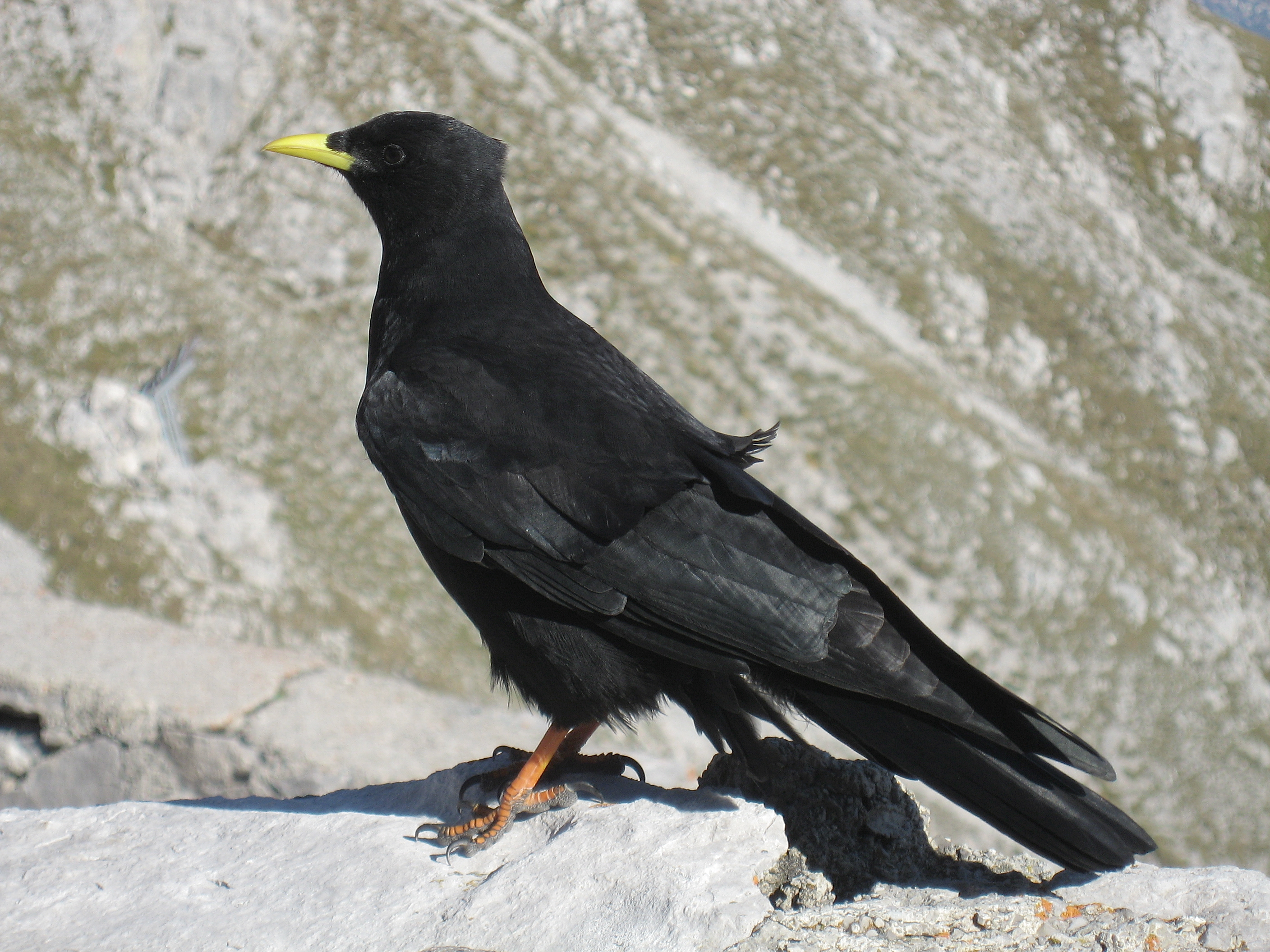
オーストリアの個体

分布域は広大だが時には断片化しており、その範囲は100万-1000万平方キロメートルと推定されている。個体数も多く、ヨーロッパには推定26万-62万羽が生息している。コルシカ島の個体数は約2,500羽と推定されている。分布域全体ではIUCNレッドリストの世界的な個体数の減少基準である10年間または3世代で30％を超える減少の閾値に近づいていないと考えられており、低危険種と評価されている。
約18,000年前の最終氷期では、南ヨーロッパは寒く開けた土地であり、現在の分布域をはるかに超える南イタリアまで分布していた。これらの先史時代の個体群の一部は最近まで生き残っていたが、ここ2-3世紀のうちに姿を消した。ポーランドのタトラ山脈では、氷河期以来の個体群が生き残っていたが、19世紀以降は繁殖が確認されていない。ブルガリアでは繁殖地が1950年から1981年の間は77か所存在したが、1996年から2006年の期間にはわずか14か所にまで減少し、残った繁殖地でもつがいの数が大幅に減少した。この減少は大規模な牛の放牧が中止され、開けた草原が低木地帯に戻ったことが理由と考えられる。本種の生息地はスキー場の建設や、高山草原での観光開発などの人間活動によっても失われる可能性がある。本種の個体数は伝統的な牧畜や農業が続く地域では安定か増加しているが、ブルターニュ、イングランド、ポルトガル南西部、スコットランドなど、集約的農法が導入された地域では減少か局所的に絶滅している。
山の土壌への農薬や重金属の蓄積、大雨、狩猟やその他の人為的撹乱によって局所的に脅かされる可能性があるが、より長期的な脅威は地球温暖化であり、本種の好む高山気候の土地がより高く、より限られた地域に移行するか、局所的に完全に姿を消す可能性がある。ベニハシガラス属の2種の化石がカナリア諸島の山岳地帯で発見されている。本種の局所的絶滅と、島におけるベニハシガラスの生息域の減少は、気候変動または人間の活動によるものである可能性がある。

## 画像

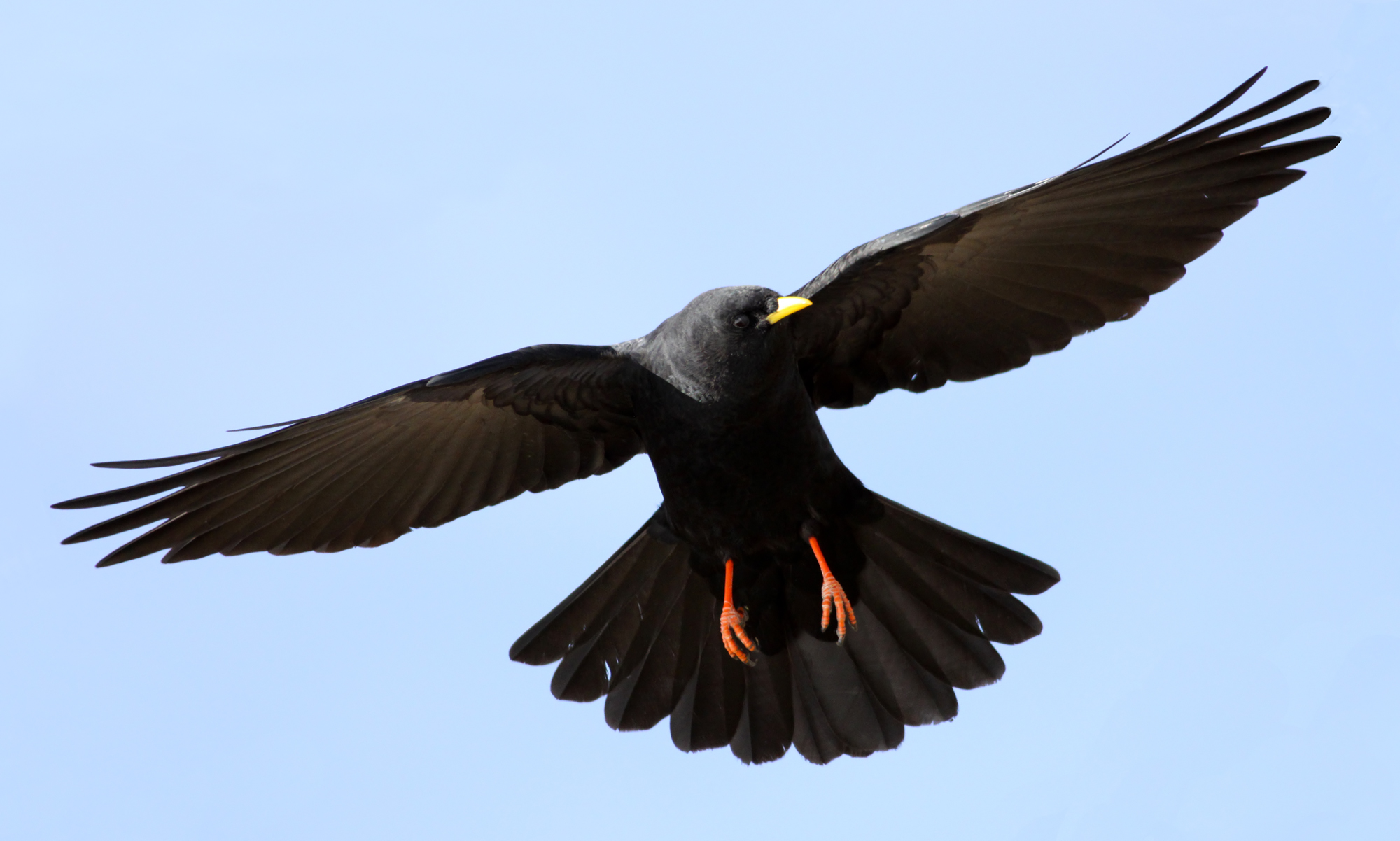
飛翔
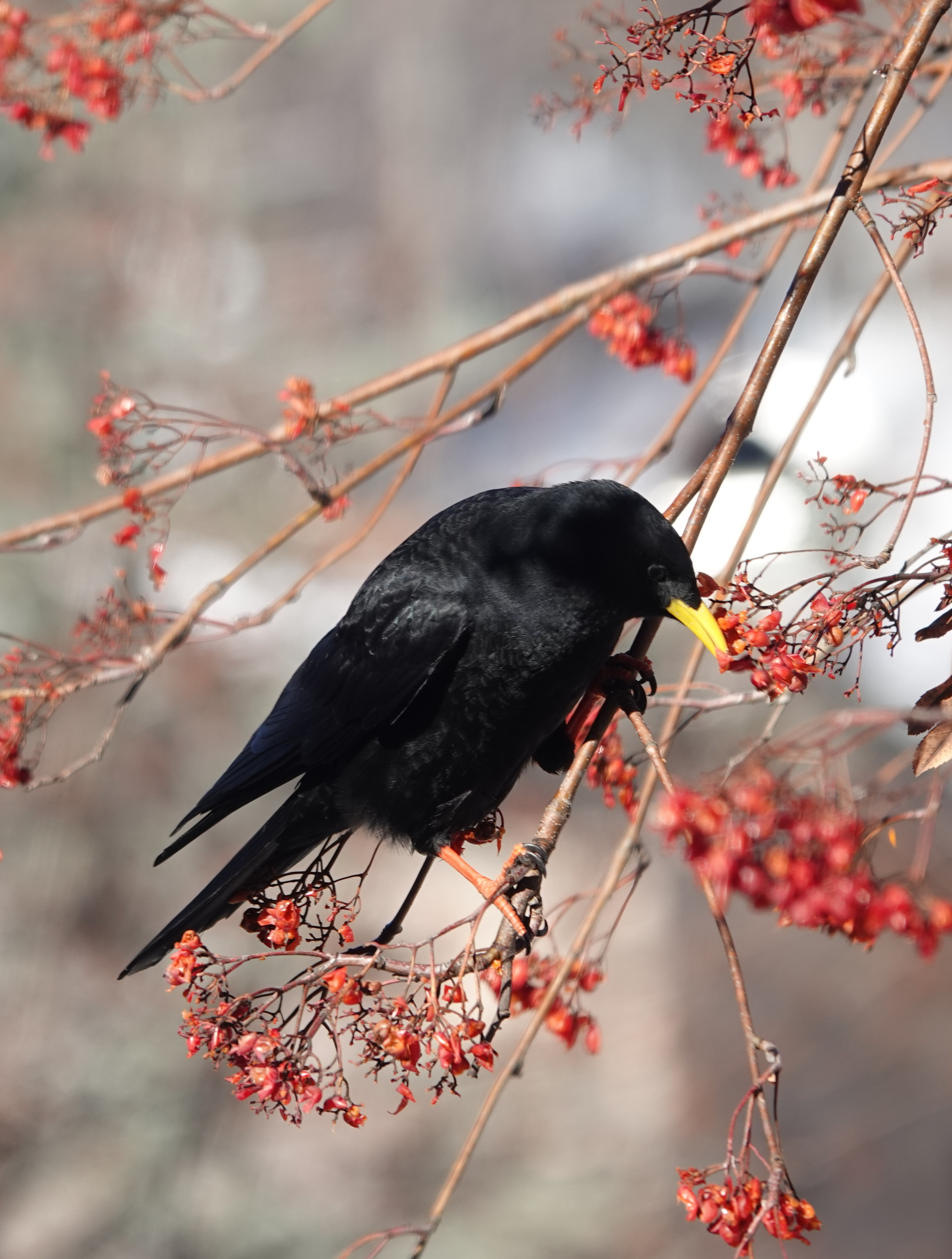
花を食べる
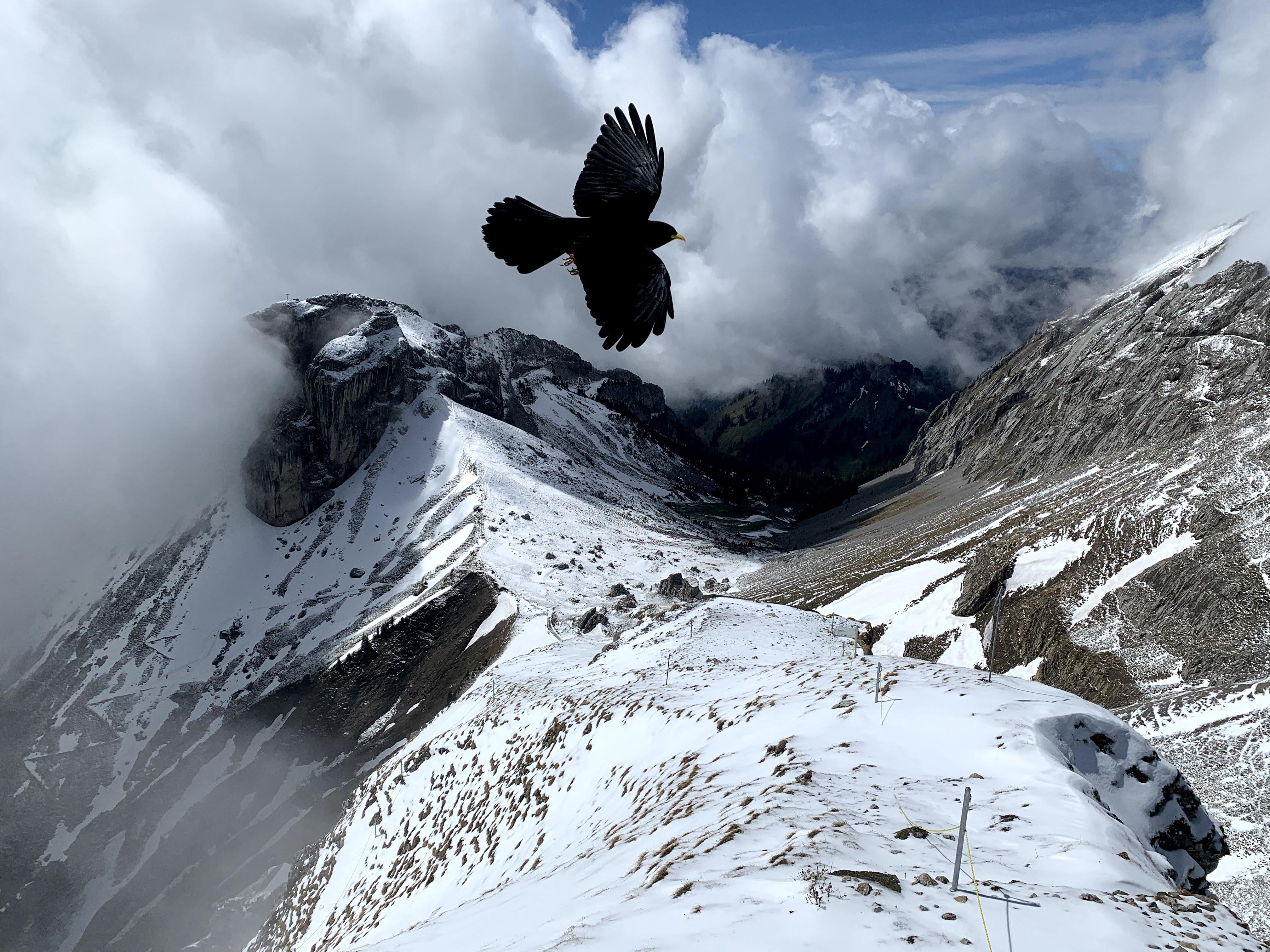
雪山を飛ぶ
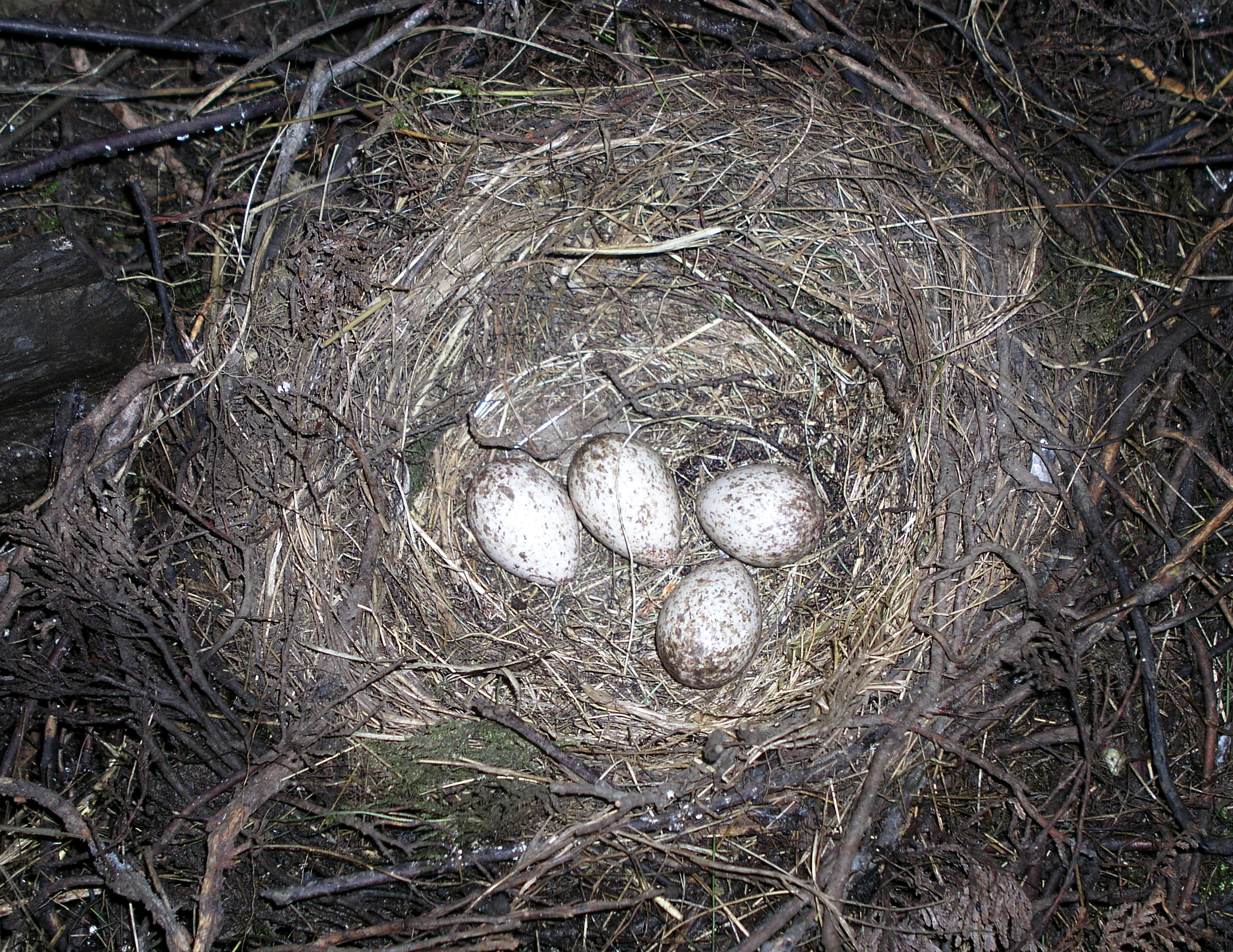
巣と卵
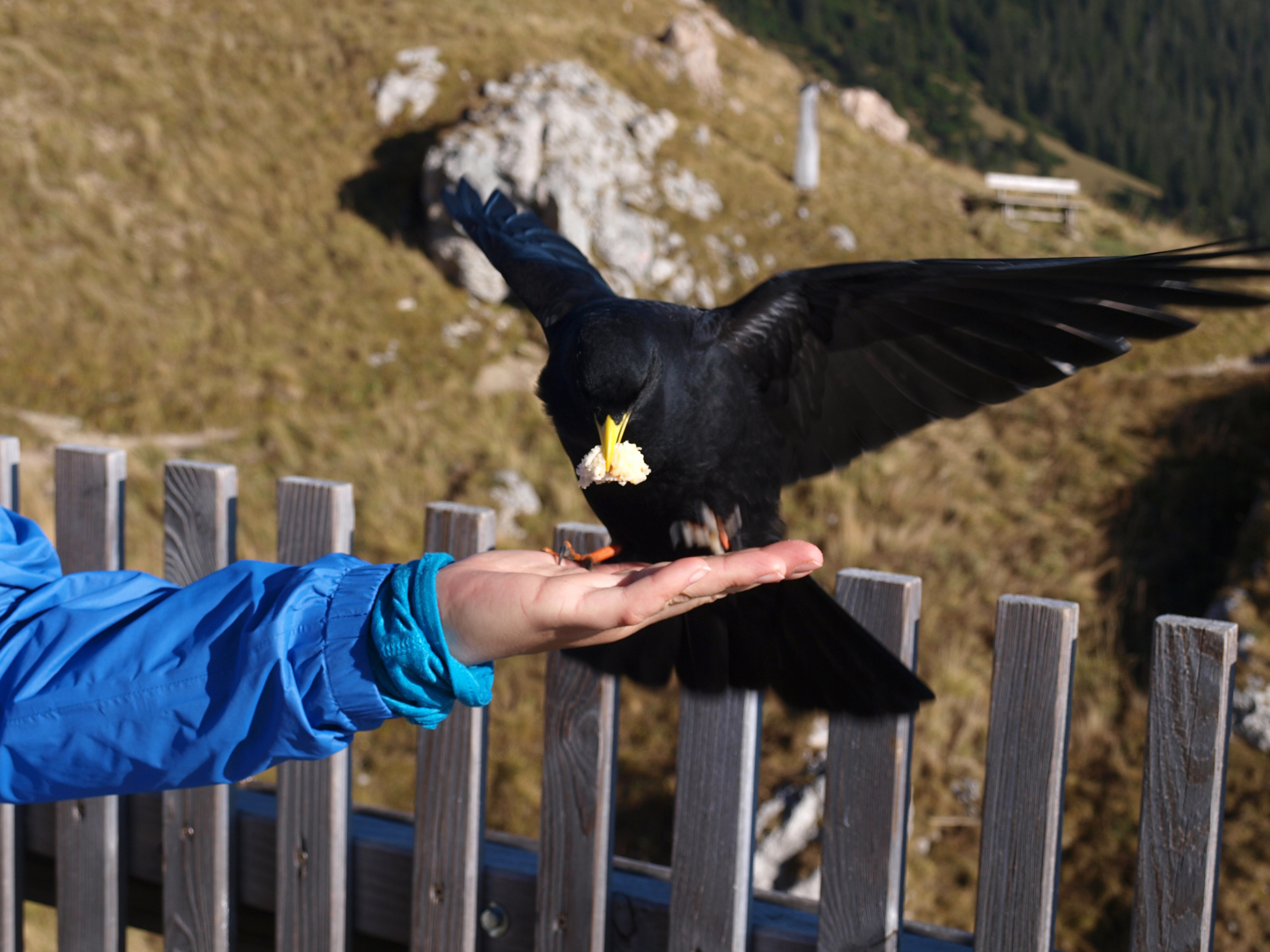
人から餌をもらう